# Chaminade University
La Chaminade University è un'università privata di indirizzo cattolico con sede a Honolulu, nello stato americano delle Hawaii.
Il Saint Louis Junior College fu fondato nel 1955 dai sacerdoti della Società di Maria, giunti alle Hawaii per aprirvi una scuola già nel 1883. Nel 1957 l'istituto prese il nome di Chaminade College in onore di Guillaume-Joseph Chaminade, fondatore dei marianisti. Nel 1977 il college fu elevato al rango di university.